# Christian Voß (Geistlicher)
Christian Voß (* 20. Februar 1762 in Stargard in Hinterpommern; † 25. Januar 1832 in Marsow bei Schlawe in Hinterpommern) war ein deutscher evangelischer Geistlicher.
Voß hatte sich an den Schulen seiner Heimatstadt Stargard auf das Studium der Theologie an der Universität Königsberg vorbereitet. Den Wunsch seines Vaters befolgend, wollte er Pfarrer werden. In Königsberg hörte Voß jedoch auch Vorlesungen über Philosophie, Philologie und Physik. Im Anschluss an das Universitätsstudium nahm er eine Stellung als Hauslehrer bei einer Adelsfamilie mit Sitz zwischen Braunsberg und Heiligenbeil in Ostpreußen an. In dieser Stellung war er mehrere Jahre lang tätig.
Er gab dann die Stellung auf, kehrte für einen kurzen Zeitraum nach Stargard zurück und wurde Hauslehrer und Erzieher bei einer Adelsfamilie in Mecklenburg. Um 1806 kündigte sich der Preußisch-Französische Krieg an. Da Voß sich bereits im vorgerückten Alter befand, aber noch keine feste Anstellung mit Pensionsansprüchen gefunden hatte, reiste er 1806 nach Berlin, um sich als Militärseelsorger bei der preußischen Armee zu bewerben. Die preußische Niederlage in der Schlacht bei Jena setzte jedoch seinen Hoffnungen ein Ende. Er nahm anschließend eine ihm angebotene Stellung als Rektor der Stadtschule von Lebus an. Dieses Amt betreute er mehrere Jahre lang.
Auf Empfehlung seines Bruders, der Pfarrer an der Johanniskirche zu Stargard war, wurde Voß 1811 als Hilfspfarrer des Pfarrers Abel Friedrich Expertus in Marsow angestellt. Als Expertus im darauffolgenden Jahr verstarb, wurde Voß dessen Nachfolger. Er war Pastor von  Marsow, Görshagen und Schlackow sowie Interimsseelsorger der Kirchengemeinde von Pustamin. Nachdem er das Kirchenamt zwei Jahrzehnte lang betreut hatte, wurde Voß von einer kräftezehrenden Krankheit befallen. Da er die Ämter nicht mehr allein ausfüllen konnte, wurde ihm im Herbst 1831 der vorherige Rektor der Stadtschule von Schlawe, Erdmann Luckow, als Gehilfe zur Seite gestellt. Voß verstarb zwei Jahre später, nachdem  er beinahe 70 Jahre alt geworden war.
Nachdem Voß 1811 Pastor zu Marsow geworden war, hatte er Friederike Dorothea Erdt, Tochter des Superintendenten der Synode von Lanzig, Johann Georg Friedrich Erdt, geheiratet. Aus der 20-jährigen Ehe gingen sechs Kinder hervor, von denen ihn drei überlebten.